# Fly/Hi
「Fly/Hi」（フライ / ハイ）、はBiSのメジャー・デビュー4枚目の両A面シングル。2013年9月18日にavex traxから発売された。

## 概要
BiS階段盤（CD+DVD、AVCD-48754/B）、MUSIC VIDEO盤（CD+DVD、AVCD-48755/B）、CD盤（CDのみ、AVCD-48756）の3タイプがある。それぞれ初回限定盤と通常盤でジャケット写真が異なる仕様になっている。BiS階段盤の初回限定盤は「“飛び出すミッチェル”仕様」特殊ジャケットとなっている。また、2013年9月22日に脱退したミチバヤシリオのラストシングルである。

## 収録内容

### CD
1. Fly
作詞：BiS 作曲・編曲：松隈ケンタ
2. Hi
作詞：カミヤサキ 作曲：難波章浩(Hi-STANDARD / NAMBA69) ・編曲：松隈ケンタ
3. Fly -Acappella-
4. Hi -Acappella-
5. Fly -Instrumental-
6. Hi -Instrumental-

### DVD

#### BiS階段盤
- 2013.8.7 LIVE “BiS階段” @WWW

1. 好き好き大好き
2. PPCC
3. nerve
4. eat it
5. primal.
6. Hide out cut
7. BiS_kaidan
8. 好き好き大好き (MUSIC VIDEO)

※2013年8月7日、渋谷WWWにて行われたBiS階段のライブの模様を収録。

#### MUSIC VIDEO盤
1. MUSIC VIDEO “Fly”
2. “Fly” メイキング映像

### 初回封入特典
- ミニ生写真(7種ランダム封入) ※各タイプ共に。